# 乌献文
乌献文（1902年5月—1989年4月），蒙古族，蒙古名乌力吉敖其尔（一译乌力吉敖喜尔），曾用名宝音陶格陶，汉名乌献文，喀喇沁旗桥头湾子村人。共产国际和内蒙古人民革命党派出打入蒙古军的间谍，后来为中国共产党和中华人民共和国官员。

## 生平
乌献文1923年自崇正学堂升入北京蒙藏学校。1925年5月，他和佛鼎、张福恩共3人到蒙古人民共和国中央党校学习。10月，他到莫斯科东方大学学习马克思列宁主义。1928年春，他受共产国际代表和内蒙古人民革命党中央派遣，到内蒙古锡察地区（锡林郭勒盟及察哈尔地区）从事地下工作。1936年夏，德穆楚克栋鲁普为了扩充蒙古军，派包悦卿到内蒙古东部各盟旗招兵，乌献文遂根据共产国际代表旺克夫、内蒙古人民革命党的“潜入军队”“掌握武装力量”的指示而打入了蒙古军。由于和包悦卿是老朋友，所以他被任命为第八师中校参谋。后来他在蒙古军内曾任蒙古军总司令参谋处处长、第六师参谋长、军官学校教育部长等职务。1942年左右，打入蒙古军的达木林苏荣（鲁子敬）、关保扎布等内蒙古人民革命党党员逐渐升任蒙古军的团长。乌献文也由蒙古军总司令部副官升任参谋处处长。1944年春，他任蒙古军第九师师长。1944年初，他获得日本天皇裕仁授予的四等瑞宝章。
1945年8月10日，他率领蒙古军第九师、防卫第六师、总司令部直辖骑兵队等两个师部加五个骑兵团共2000多人举行了起义，脱离了蒙古军。1945年9月9日出席并当选内蒙古人民共和国临时政府委员。其后，他拒绝了国军方面的拉拢。中国共产党领导的绥蒙政府副主席杨植霖、绥蒙军区司令员姚喆将该起义部队编为内蒙古人民解放军第一军第一师，乌献文被任命为师长。后来，苏蒙联军领导以“待查乌力吉敖其尔真实身份”为由，命该部队交出武器，开赴乌兰巴托接受整训。
1946年1月2日，蒙古人民共和国方面武装了128人，由乌献文率领回到内蒙古。该部队被晋察冀军区组建为内蒙古人民游击队，驻查干宝格达，乌献文任内蒙古人民游击队队长。此后，该部队不断扩编，乌献文随之历任内蒙古人民自卫军第四支队队长、内蒙古人民解放军骑兵第11师师长（该部队即所谓“查干宝格达军”）、晋察冀军区察北蒙汉联军副司令员、锡察军区司令员等职。
1947年1月，他经乌兰夫、奎壁介绍，加入中国共产党。1949年4月，他离开军队，到地方工作。此后他历任内蒙古自治区交通厅厅长、党组书记，内蒙古自治区经委副主任，内蒙古自治区建设厅厅长、党组书记，内蒙古自治区人民政府委员，内蒙古自治区人民代表大会第一至五届代表等职务。
文化大革命期间，乌献文遭到残酷迫害。1983年，他离职休养。
1989年4月，乌献文逝世，享年86岁。